# Buffle sauvage d'Asie
Bubalus arnee
Espèce
Statut de conservation UICN

ENA2cde+3cde+4cde; C1 : En danger
Statut CITES
Le buffle sauvage d'Asie (Bubalus arnee, également appelé buffle d'Asie et buffle sauvage) est un gros bovin originaire du sous-continent indien et d'Asie du Sud-Est. Il est aussi appelé « buffle d'eau » par traduction de l'anglais water buffalo qui, dans cette langue, sert à le distinguer du buffle de savane Syncerus caffer ainsi que du bison (en anglais buffalo). Bubalus arnee est répertorié comme en danger sur la liste rouge de l'UICN depuis 1986, la population restante totalisant moins de 4 000 individus. Le déclin de la population, d'au moins 50 % au cours des trois dernières générations (24 à 30 ans en 2019), devrait se poursuivre. La population mondiale a été estimée à 3 400 individus, dont 3 100 (91 %) vivent en Inde, principalement dans le nord-est du pays, en Assam. Le buffle d'eau sauvage est l'ancêtre le plus probable du buffle domestique,.

## Taxonomie

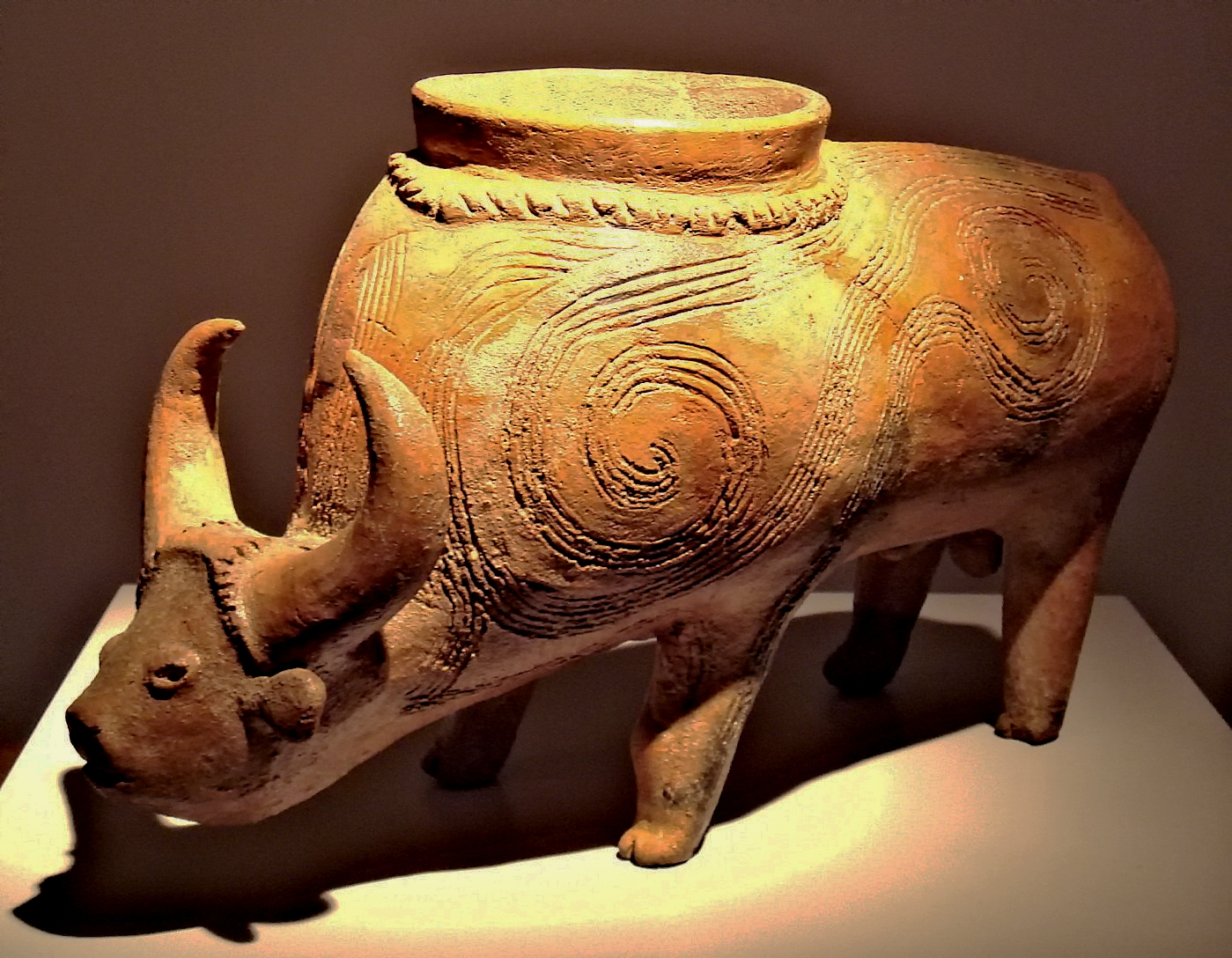
Sculpture de buffle d'eau, Lopburi, Thaïlande, 2300 avant notre ère.

Le naturaliste britannique Robert Kerr propose en 1792 le nom scientifique Bos arnee après étude d'un crâne d'un spécimen de buffle du Bengale, dans le nord de l'Inde. Bubalus arnee a été proposé par Charles Hamilton Smith en 1827 qui a répandu le nom générique Bubalus pour les bovidés avec de grosses têtes, des fronts étroits de forme convexe, des cornes plates pliées latéralement, des oreilles en forme d'entonnoir, de petits fanons gulaires et des queues longues. Les auteurs ultérieurs ont nommé le buffle d'eau sauvage avec Bos, Bubalus ou Buffelus.
En 2003, la Commission internationale de nomenclature zoologique a placé Bubalus arnee sur la liste officielle des noms binominaux en zoologie, reconnaissant la validité de ce nom pour une espèce sauvage. Le binôme Bubalus arnee est désormais utilisé par la plupart des auteurs pour désigner le buffle d'Asie sauvage.
Seules quelques séquences d'ADN sont disponibles à partir des populations de buffles d'eau sauvages. Les populations sauvages sont considérées comme l'ancêtre du buffle d'Asie domestique moderne, mais la variation génétique au sein de l'espèce n'est pas claire, ni comment elle est liée aux buffles domestiques de la rivière et des marais de Carabao.

## Description

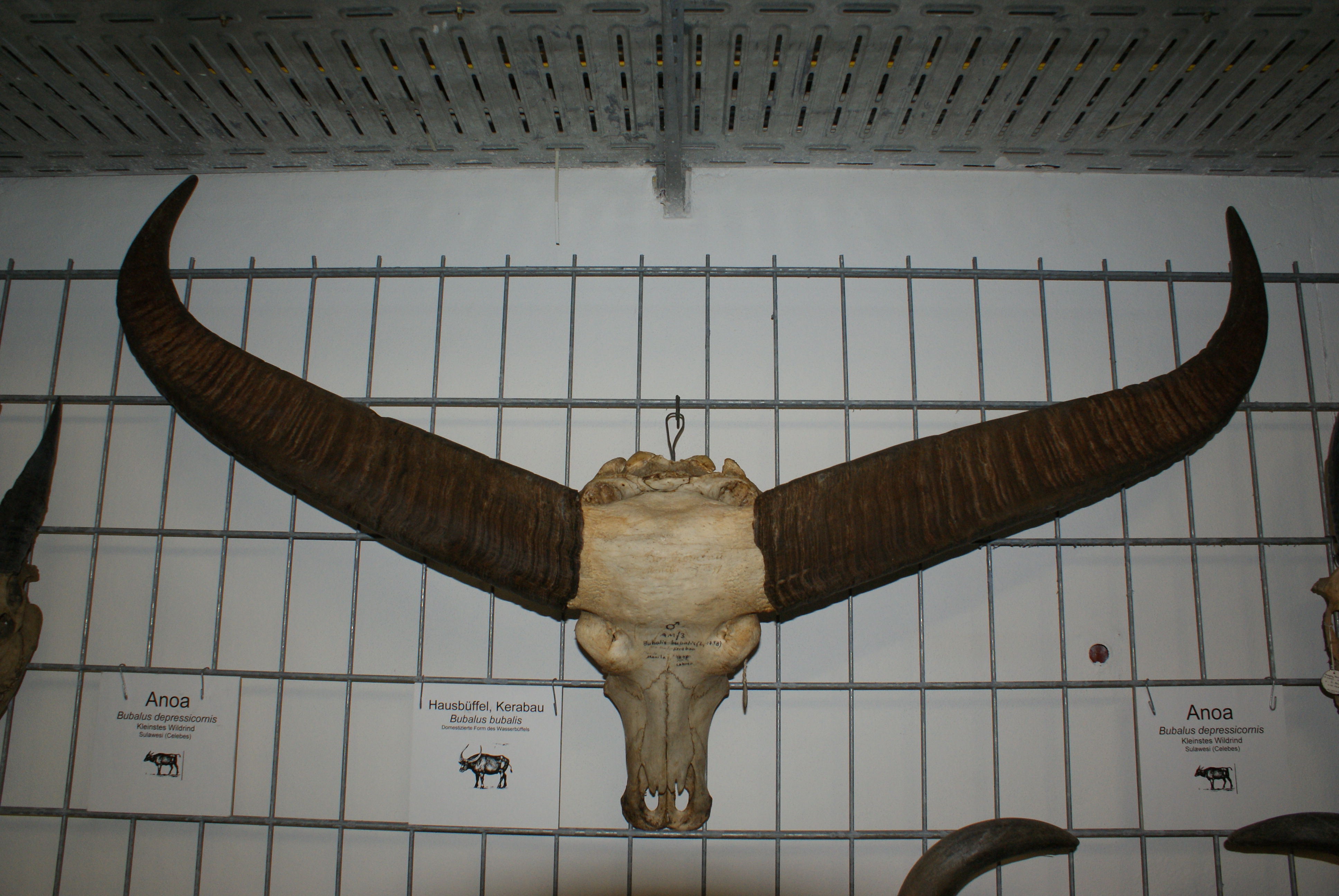
Crâne d'un buffle d'Asie sauvage dans la collection de zoologie de l'État bavarois.

Le buffle d'Asie sauvage a une peau gris foncé à noire. Il a une touffe de poils sur le front, et les oreilles sont relativement petites. Sa longueur va de 2,4 à 3 mètres, avec une queue de 60 à 100 cm et un garrot à 150-190 cm. Les deux sexes possèdent de grandes cornes recourbées pouvant atteindre 2 m de large, ce qui en fait les plus grandes parmi les bovins actuels. Le bout de la queue est touffu, les sabots sont larges et évasés. Pesant de 600 à 1 200 kg, il est plus gros et plus lourd que le buffle domestique,. Il est le second plus gros bovin, juste derrière le gaur.

## Distribution et habitat

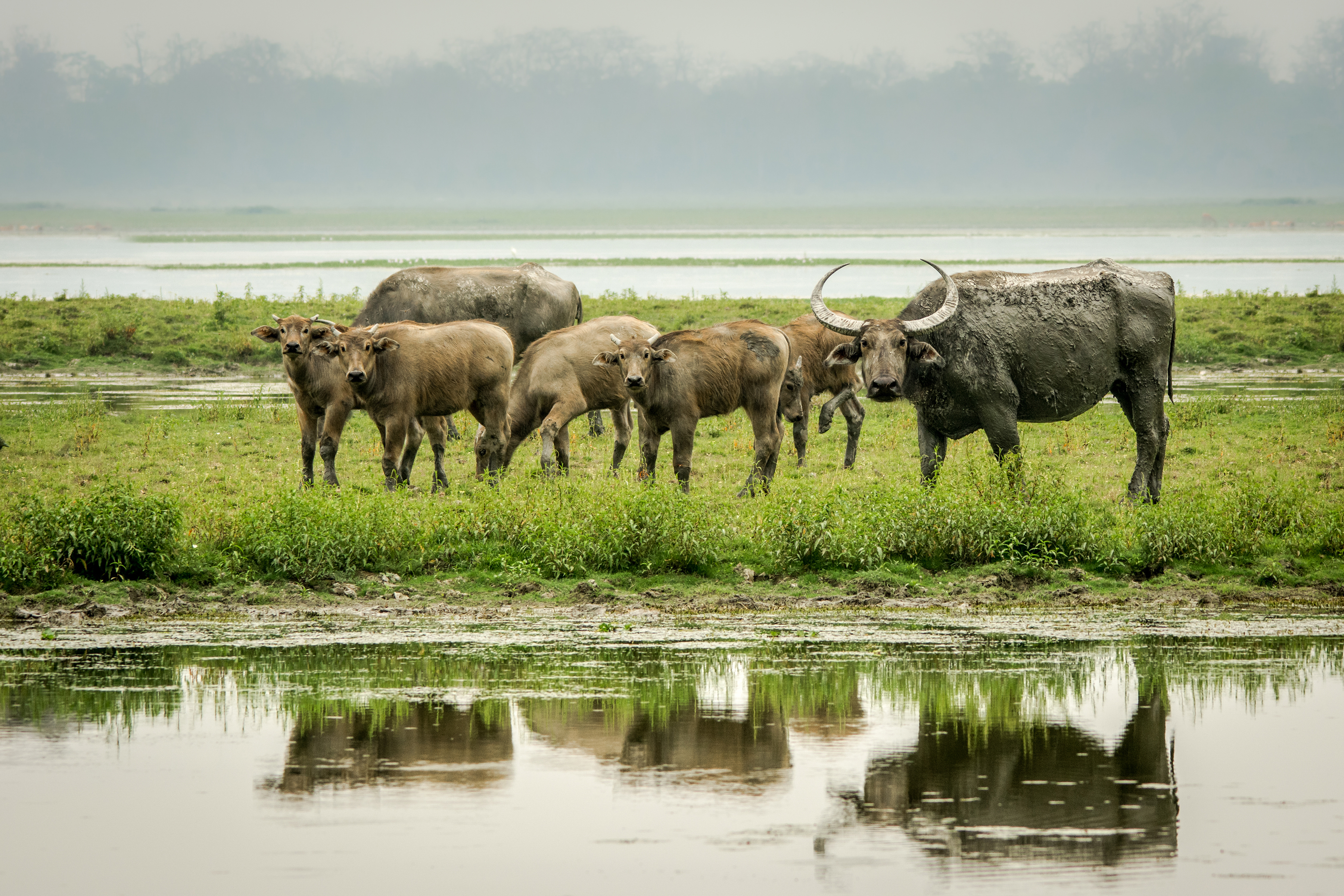
Un troupeau de buffles sauvages dans le parc national de Kaziranga, Assam.

Le buffle d'eau sauvage est présent en Inde, au Népal, au Bhoutan, en Thaïlande et au Cambodge, avec une population non confirmée au Myanmar. Il a disparu du Bangladesh, du Laos, du Viêt Nam et du Sri Lanka,. Il est inféodé aux prairies humides, aux marécages, aux plaines inondables et aux vallées fluviales à végétation dense.
En Inde, sa répartition est limitée aux parcs nationaux de Kaziranga, de Manas et de Dibru-Saikhowa, ainsi qu'au Laokhowa Wildlife Sanctuary et au Bura Chapori Wildlife Sanctuary et en populations dispersées en Assam. Deux petites populations survivent dans le parc national de Balphakram dans le Meghalaya, et dans le Chhattisgarh dans le parc national d'Indravati le Udanti Wildlife Sanctuary. Cette population s'étend peut-être dans les zones frontalières de l'Odisha. Au début des années 90, il restait encore 3 300 à 3 500 buffles sauvages en Assam et dans les états frontaliers du nord-est de l'Inde. En 1997, ce nombre fut estimé à moins de 1 500 adultes.
La seule population du Népal vit dans la réserve de Koshi Tappu. Elle est passée de 63 individus en 1976 à 219 individus en 2009. En 2016, 18 individus ont été transférés de Koshi Tappu au parc national de Chitawan.
Au Bhoutan, un petit groupe subsiste dans le parc national royal de Manas. Il s'agit de la même sous-population que celle du parc national de Manas en Inde.
Au Myanmar, quelques buffles vivent dans la réserve de Hukaung Valley.
En Thaïlande, des buffles sauvages ont été signalés en petits troupeaux de moins de 40 individus. Une population de 25 à 60 individus a habité les plaines du Huai Kha Khaeng Wildlife Sanctuary entre décembre 1999 et avril 2001. Cette population n'a pas vraiment augmenté en 15 ans, et se croise peut-être avec des buffles domestiques.
La population au Cambodge est confinée à l'est du Mondulkiri et peut-être au Ratanakiri. Il n'y reste que quelques dizaines d'individus.
Les buffles d'eau sauvages du Sri Lanka sont probablement les descendants de buffles d'eau domestiques revenus à l'état sauvage.
Les populations sauvages vivant ailleurs en Asie, en Australie, en Argentine et en Bolivie sont des buffles domestiques revenus à l'état sauvage.

## Écologie et comportement
Les buffles sauvages sont aussi diurnes que nocturnes. Les femelles adultes et leurs jeunes forment des groupes d'une trentaine d'individus sur des territoires de 170 à 1 000 hectares. Les groupes sont dirigés par de vieilles femelles, même lorsqu'ils comportent des mâles. Plusieurs groupes peuvent se regrouper en un troupeau de 30 à 500 animaux qui se rassemblent sur les aires de repos. Les mâles adultes forment des groupes de 10 individus maximum, mais les mâles plus âgés sont souvent solitaires, et passent la saison sèche à l'écart des clans de femelles. Ils se reproduisent de façon saisonnière dans la plupart de leur aire de répartition, généralement en octobre et novembre. Certaines populations se reproduisent cependant toute l'année. Les mâles dominants s'accouplent avec les femelles d'un clan qui les chassent ensuite.
La période de gestation des femelles est de 10 à 11 mois, avec un intervalle d'un an entre les naissances. Elles donnent généralement naissance à un seul veau, bien que des jumeaux soient possibles. L'âge de la maturité sexuelle est de 18 mois pour les mâles et de trois ans pour les femelles. L'espérance de vie maximale connue est de 25 ans à l'état sauvage. Dans la nature (en Assam), la taille du troupeau varie de 3 à 30 individus.
Ils sont principalement herbivores, se nourrissant essentiellement de graminoïdes lorsqu'ils sont disponibles, tels que le chiendent pied de poule et le souchet, mais ils mangent également d'autres herbes, des fruits, des écorces ainsi que des arbres et des arbustes. Ils se nourrissent également dans les cultures, notamment de riz, de canne à sucre et de jute, causant parfois des dégâts considérables.
Les tigres, les crocodiles des marais et les ours noirs d'Asie peuvent attaquer des buffles adultes.

## Menaces
La gravité des menaces, notamment l'hybridation, laisse supposer une réduction de la population d'au moins 50 % au cours des trois dernières générations. Cette tendance démographique devrait se poursuivre dans le futur.
Les menaces les plus importantes sont :
- le croisement entre des buffles sauvages et domestiques dans et autour des aires protégées ;
- la chasse, en particulier en Thaïlande, au Cambodge et au Myanmar ;
- la conversion à l'agriculture et au développement hydroélectrique des zones de plaines inondables ;
- la dégradation des zones humides par des espèces envahissantes, notamment les volubiles et les lianes ;
- les maladies et parasites transmis par le bétail domestique ;
- la compétition interspécifique pour la nourriture et l'eau entre les buffles sauvages et le bétail.

## Conservation
Bubalus arnee est inclus dans l'Annexe III de la CITES, et est protégé au Bhoutan, en Inde, au Népal et en Thaïlande.
En 2017, 15 buffles d'Asie sauvages ont été réintroduits dans le parc national de Chitwan au Népal pour établir une deuxième sous-population viable dans le pays.